# Ciaccona

Ciaccona, autor J. S. Bach.

Ciaccona /tʃakˈko:na/ (španělsky: chacona /tʃa'koˑna/; ve francouzské, anglické a německé hudební literatuře: chaconne /ʃaˈkɔn/), je druh hudební formy. Původně se jednalo o charakteristický tanec ze Španělska, či Latinské Ameriky 16. století..

## Původ
Původně tanec spíše živého a žertovného charakteru v trojdobém taktu na vystavěný na ostinátním basu, později u francouzského dvora získal poněkud přísnější obrys a na počátku 17. století se objevuje v baletu, opeře a instrumentálních suitách..
Později se výraz vztahoval na jakoukoli skladbu v mírném ¾ tempu, a která se rozvíjela do několika variací nad basovou linkou.
V 17. století se můžeme setkat s několika spíše výjimečnými případy ciaccon u Claudia Monteverdiho (Zefiro torna) a Heinricha Schütze (Es steh Gott auf, třetí část).
Bas charakterizující ciacconu podléhá pravidlu: pohybuje se od tóniky k dominantě vzestupným či sestupným pohybem, chromaticky nebo diatonicky. Může být také skrytý, umožňuje-li harmonie ve vrchních hlasech vnímat její přítomnost.

## Passacaglia
Ciaccona 17. století, jak nacházíme ve Frescobaldiho modelu, je zpravidla v durové tónině, zatímco passacaglia je obvykle v moll. Ve francouzské praxi 18. století, se passacaglia více opírá o melodické basso ostinato, zatímco ciaccona, "v italské praxi na sklonku [17. století], je v mnoha ohledech vedena volněji".